# Fregetta grallaria
La golondrina de mar de vientre blanco (Fregetta grallaria) es una especie de ave marina procelariforme perteneciente a la familia Oceanitidae, también conocida como golondrina de mar, bailarín, fardelita.

## Distribución
De distribución pelágica se le puede encontrar en el Archipiélago de Juan Fernández, Isla de Sala y Gómez , isla San Félix y Isla de San Ambrosio, y mares circundantes.

## Descripción
Con una longitud de 19 - 20 cm. Tiene una cabeza, cuerpo y cola de color negruzco. Cuenta con un pecho, rabadillas, abdomen y cobertoras subalares primarias blancas.